# IDOROLL
『IDOROLL』（アイドロール）は、筒井大志による日本の漫画作品である。

## ストーリー
ロック歌手になる決意をした一ノ瀬一乃。それから10年後、一乃はロック歌手として活動していたが、チームに切り捨てられ、住む処も追われてしまう。そんな一乃に手を差し伸べたのは幼なじみの五反田音羽。彼女が経営するメイドカフェ ジャムレーズンで一乃はアイドルメイドとして活動することになった。

## 登場人物
一ノ瀬一乃（いちのせ いちの）
本作の主人公。明るい性格で信条は「どんな時も努力と笑顔でカバー」22歳。身長142cm。大分県出身。
12歳の時にテレビで観たライブステージに感化されて、ロック歌手になることを決意。上京後、チェルシー・レイのギターとして活動。自分がロック歌手には向いていないことに気付いていながらも、気付かぬふりをしながら続けていたが、小柄な体型と平凡ぶりは次第にチームメイトから疎まれ初め、チームのメジャーデビューと引き換えに切り捨てられてしまい、住居のアパートも家賃が払えず、出ていくことになる。残ったギターを壊して帰郷しようとした直後、幼なじみの音羽と再会し、彼女が経営するジャムレーズンに住み込みながらアイドルメイドとして活動することになった。
五反田音羽（ごたんだ おとわ）
ジャムレーズンの店長。一乃の幼なじみで姉御肌な性格。彼女からは音ネエと呼ばれている。
仲間も家も失った一乃をジャムレーズンのアイドルメイドの道を与える。
カトル
ジャムレーズンの一員で看板娘。客の前では萌えキャラだが、素は仕事への情熱からキツめ。
ナナオ
ジャムレーズンの一員で愛称はナナ。猫の頭半分の帽子がトレードマーク。
六辻恋（むつじ れん）
ジャムレーズンの一員。天然系。一乃の容姿から中学生、名前を「イチモ」と間違えた。
黛アル（まゆずみ）
ジャムレーズンの一員。趣味はフトモモチェック。
三枝琴弾（さえぐさ ことびき）
　ジャムレーズンの一員。愛称はことびん。

## 単行本
- 筒井大志 『IDOROLL』 集英社〈ヤングジャンプ コミックス GJ〉、既刊1巻（2014年12月現在）
  1. 2014年11月19日発売 ISBN 978-4-08-890064-3